# John Cooke (Jurist, 1608)

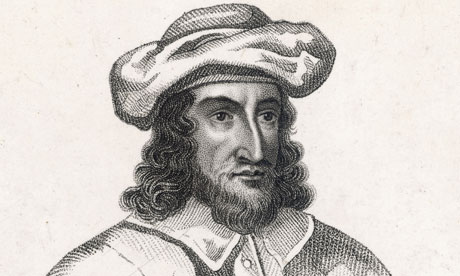
Fiktives Porträt mit dem Titel John Cook von Robert Cooper

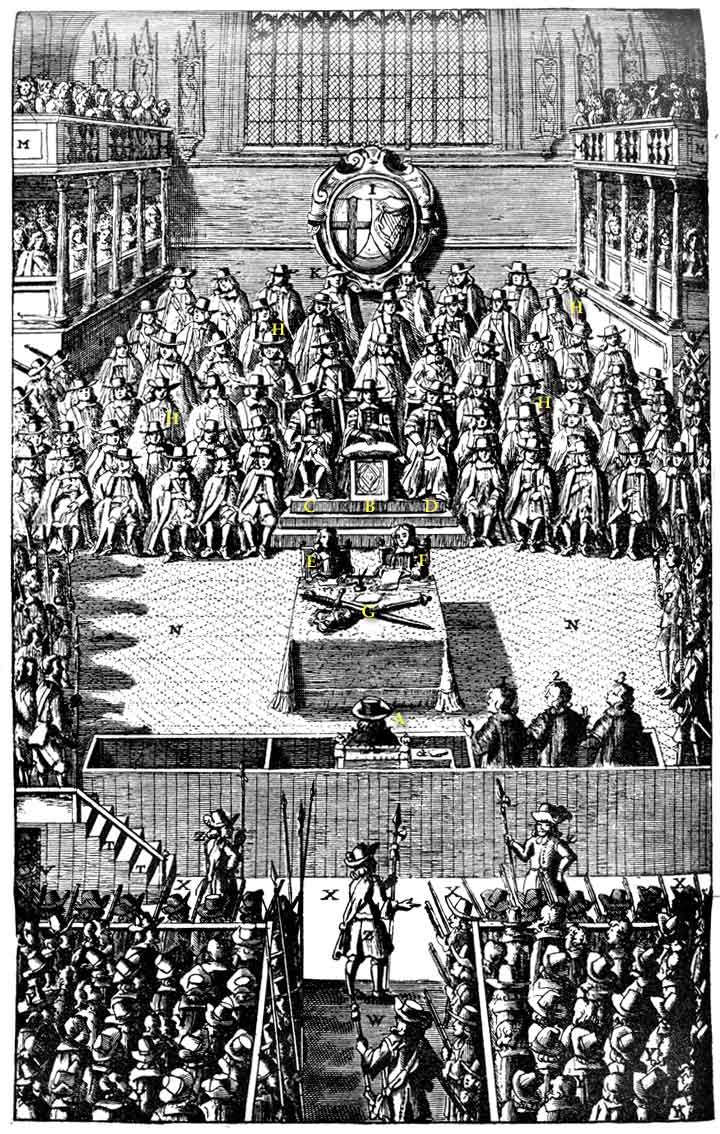
Der High Court of Justice bei der Verhandlung gegen König Karl I. (Darstellung aus dem 17. Jahrhundert)

John Cooke (* 1608 in Leicestershire; † 16. Oktober 1660 in Tyburn) war ein englischer Jurist. Er war der erste Solicitor General (Chefankläger) des Commonwealth, der die Anklage leitete, die zur Hinrichtung des englischen Königs Karl I. führte. Oberster Richter als Präsident des dafür eingerichteten High Court of Justice war John Bradshaw (1602–1659). Nach der Wiederherstellung der Monarchie wurde Cooke unter König Karl II. zum Tode verurteilt und gehängt, ausgeweidet und gevierteilt.

## Biografie
John Cooke war der Sohn eines Bauern aus Leicestershire. Er wurde zum Studium auf das Wadham College der University of Oxford geschickt. Nach Abschluss seines Studiums wurde er Rechtsanwalt.
Der Autor Geoffrey Robertson kommt in seiner Biographie von Cooke (2005) zu dem Schluss, dass Cooke nicht antimonarchisch war, sondern sehr loyal seine Pflicht erfüllte: er war gezwungen, den König zu verurteilen, als Karl I. sich weigerte, die Rechtmäßigkeit des Gerichts anzuerkennen oder auf gegen ihn erhobene Tyranneivorwürfe zu reagieren.
Als nach der Regierung von Oliver Cromwell und Richard Cromwell König Karl II. aus dem Hause Stuart auf den Thron zurückkehrte, wurde Cooke nicht wie manche Regiziden (engl. regicides) begnadigt, sondern zum Tode verurteilt.

## Zitat
“We are no traitors or murderers or fanatics but true Christians and good commonwealthsmen, fixed and constant in the principles of sanctity, truth, justice and mercy, which the Parliament and army declared and engaged for, and to that noble principle of preferring the universality before particularity. We fought for the public good and would have enfranchised the people and secured the welfare of the whole groaning creation, if the nation had not more delighted in servitude than freedom.”

„Wir sind keine Verräter oder Mörder oder Fanatiker, sondern wahre Christen und gute Commonwealth-Männer, fest und beständig darin, was die Prinzipien der Heiligkeit, Wahrheit, Gerechtigkeit und Barmherzigkeit betrifft, für die das Parlament und die Armee sich aussprachen, und für dieses edle Prinzip, der Universalität vor der Partikularität den Vorzug zu geben. Wir kämpften für das Wohl der Allgemeinheit und hätten das Volk befreit und das Wohlergehen der ganzen aufstöhnenden Schöpfung gesichert, wenn die Nation nicht mehr an der Knechtschaft als an der Freiheit Gefallen gefunden hätte.“